# Mattina (Ungaretti)
Mattina è una composizione poetica di Giuseppe Ungaretti, parte della raccolta L'Allegria, nella sezione Naufragi, scritta a Santa Maria la Longa il 26 gennaio 1917, durante la prima guerra mondiale.

## Contesto
Nella stessa data e luogo vengono indicate altre due composizioni, Solitudine e Dormire; Mattina rappresenta la seconda composizione di questa serie. 
Una delle prime stesure autografe è sul verso di una cartolina spedita a Giovanni Papini con il titolo Cielo e mare e caratterizzata da tre versi aggiuntivi. La cartolina conteneva a seguire anche le altre due poesie di questa serie con il titolo di  Burrasca e Desiderio.
È stata pubblicata per la prima volta nel 1918 a Napoli, inserita nella raccolta Antologia della Diana sempre con il titolo Cielo e mare ma nella forma breve oggi conosciuta. 
Secondo una testimonianza di Leone Piccioni rilasciata nel corso di un'intervista, la poesia fu scritta all'alba.

## Commento
È la poesia più celebre della raccolta. Composta di quattro parole, è la poesia più breve di Ungaretti, nella quale l'idea di infinita grandezza è resa sinteticamente dal poeta con un'immagine che, con le parole di Romano Luperini, colpisce nella forma della luce. 
Francesco Flora nell'ambito della propria valutazione sulla poesia del primo dopoguerra italiano, ha scritto che «il fugace M'illumino d'immenso di Ungaretti, non è già privo di contenuto, ma è anzi privo di forma».